# راندولف توربين
راندولف توربين (بالإنجليزية: Randolph Turpin)‏ مواليد 07 يونيو 1928 في وركشير، إنجلترا، المملكة المتحدة - الوفاة 17 مايو 1966 في وركشير، إنجلترا، المملكة المتحدة، كان ملاكم إنجليزي سابق صنّف ضمن فئة وزن خفيف الثقيل.

## إحصائيات
خاض خلال مسيرته 75 نزالا، فاز في 66 وتعادل في 1 وخسر في 8. فاز بالضربة القاضية في 45 نزالا.

## روابط خارجية
- راندولف توربين على موقع IMDb (الإنجليزية)
- راندولف توربين على موقع الموسوعة البريطانية (الإنجليزية)
- راندولف توربين على موقع بوكس ريك (الإنجليزية) (registration required)